# Dissopsalis
Dissopsalis es un género extinto de mamíferos depredadores pertenecientes al orden Creodonta. La especie más antigua, D. pyroclasticus, vivió en Kenia durante el Mioceno Medio, mientras la especie tipo, D. carnifex, se distribuyó en Pakistán, India y China durante el Mioceno Medio y Superior.
Dissopsalis es el último género de creodonto que se conoce. Vivió junto a su pariente Hyaenodon weilini, un miembro de exitoso género Hyaenodon, durante el Mioceno en China y sobrevivió hasta finales del mioceno, por más tiempo que H. weilini. 

## Especies
- Género Dissopsalis
  - Dissopsalis carnifex
  - Dissopsalis pyroclasticus